# فرودگاه پرینس جرج
 فرودگاه پرینس جرج (به انگلیسی: Prince George Airport) یک فرودگاه همگانی باربری با کد یاتا YXS است که یک باند فرود آسفالت دارد و طول باند آن ۱۱۴۹ متر است. این فرودگاه در شهر پرنس جورج، بریتیش کلمبیا کشور کانادا قرار دارد و در ارتفاع ۶۹۱ متری از سطح دریا واقع شده‌است.

## شرکت‌های هواپیمایی و مقصدهای پروازی
| شرکت‌های هواپیمایی        | مقصدهای پروازی |
| ------------------------ | --- |
| Air Canada Express       | ونکوور |
| Central Mountain Air     | Dawson Creek، ادمونتون، فورت نلسون، فورت سینت جان، کملوپس، کلونا، اسمیترس، منطقه‌ای نورث‌وست، Dawson Creek ونکوور ادمونتون |
| نورثرن تاندربرد ایر      | اوسپیکا |
| Pacific Coastal Airlines | ویکتوریا |
| وست جت                   | فصلی: ال آی سی. گوستاو دیاز اورداز، ونکوور                                                                               |
| WestJet Encore           | ونکوور |

The head office for نورثرن تاندربرد ایر is based in Prince George. NT Air provides charter flights, and flights to Williston Lake and for the flight school and charter flight company Guardian Aerospace.